# كأس إيطاليا 1980–81
كأس إيطاليا 1980–81 (بالإيطالية: Coppa Italia 1980-1981)‏ هو الموسم 34 من كأس إيطاليا. أقيم خلال الفترة 20 أغسطس 1980 وحتى 17 يونيو 1981، وأشرف على تنظيمه Lega Nazionale Professionisti ‏، وكان عدد الأندية المشاركة فيه 36، وفاز فيه نادي روما.